# Fédération des Îles Salomon de football
 (janvier 2025).
La Fédération des Îles Salomon de football (Solomon Islands Football Federation (en) SIFF) est une association regroupant les clubs de football des Îles Salomon et organisant les compétitions nationales et les matchs internationaux de la sélection des Salomon.
La fédération nationale des Îles Salomon est fondée en 1978. Elle est affiliée à la FIFA depuis 1988 et est membre de l'OFC depuis 1988 également.